# Modelový organismus

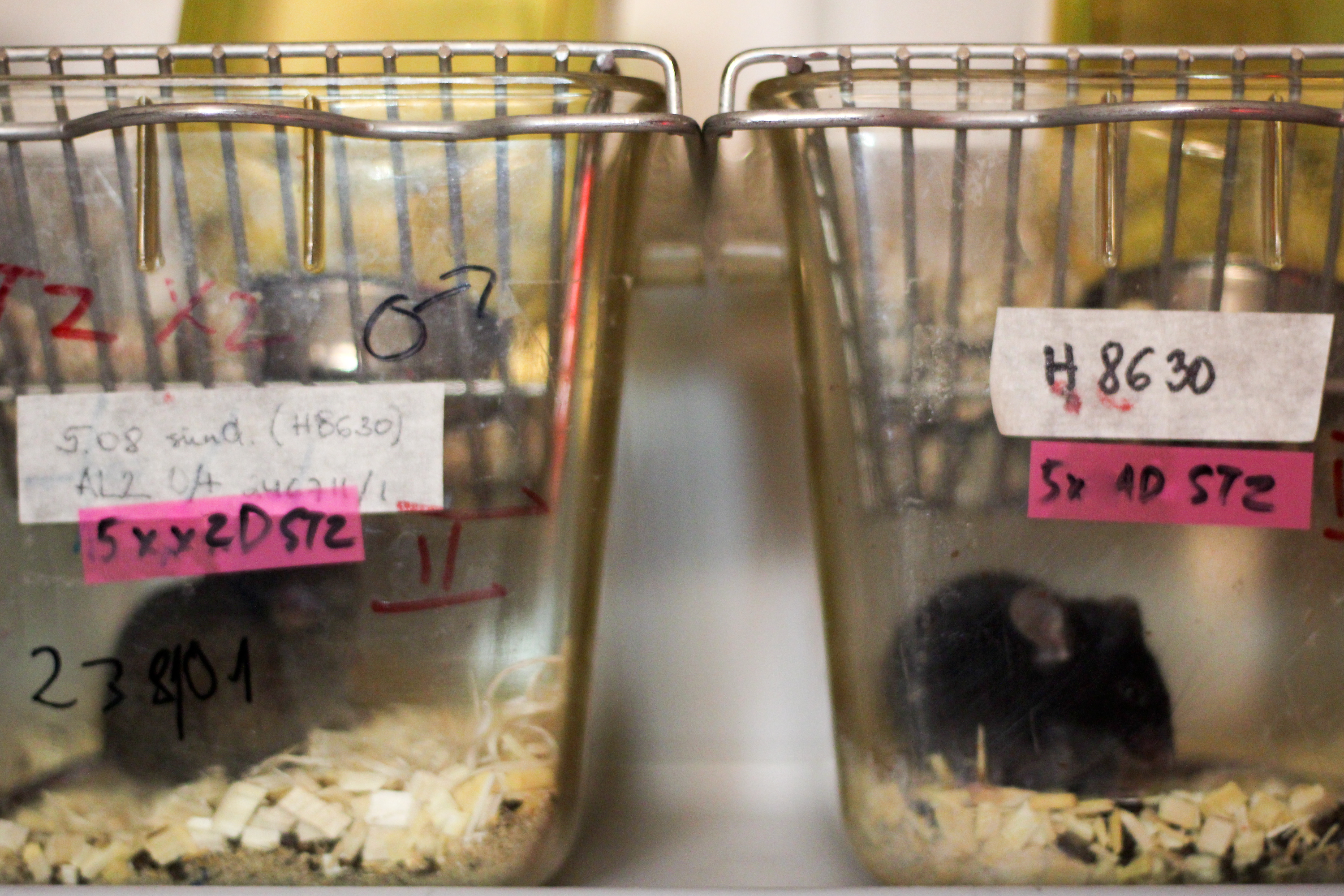
pro laboratorní účely jsou často používány myši

Modelový organismus je intenzivně zkoumaný organismus, jehož zkoumání neslouží jen k poznání jeho samého, ale je systematicky používáno ke zkoumání a popisování obecnějších jevů a odvozování vlastností a vztahů platících pro jiné organismy. Studium modelových organismů umožnilo významné objevy v genetice, buněčné biologii či fyziologii. Vhodný modelový organismus má většinou vlastnosti, které dovolují dostupnost dostatečně reprezentativních výsledků v rozumném časovém horizontu. Například krátký životní cyklus nebo větší počet potomstva. Mezi další náležité vlastnosti modelových organismů patří:
- ekonomická nenáročnost jeho využívání (ekonomická nenáročnost při chovu či pěstění dostatečného počtu jedinců)
- vhodnost pro studium zkoumaného problému
- jeho detailní prozkoumanost (předem vypracované experimentální techniky, sekvenovaný a popsaný genom, apod.)
- vhodnost pro techniky genového inženýrství

## Seznam významných modelových organismů
Viry
- lambda-bakteriofág
- T4-bakteriofág
- virus tabákové mozaiky
- SV40

Prokaryota
- Escherichia coli (gramnegativní)
- Bacillus subtilis (grampozitivní) – pro studium sporulace
- Mycoplasma genitalium – výzkum minimálního genomu dostatečného pro život
- Synechocystis sp. PCC 6803 (sinice)

Eukaryota
- Amoebozoa (měňavkovci)
  - hlenky (Dictyostelium) – vhodný k popisu cytokineze, pohyblivosti buněk, fagocytózy, chemotaxe, tvorby struktur, buněčné diferenciace, signálních transdukčních drah, mezibuněčné komunikace, vývoje mnohobuněčného organismu z jednotlivých buněk a dalších dějů
- Protisté (Protista)
  - Nálevníci (Ciliophora)
    - Trepka velká (Paramecium caudatum), studium funkce bičíků (řasinek) a endosymbiózy
    - Tetrahymena thermophila – objev ribozymů, významná role v popisu buněčného cyklu, cytoskeletu a s nimi spojených molekulárních motorů
- Houby (Fungi)
  - kvasinka pivní (Saccharomyces cerevisiae) – studium buněčného a životního cyklu kvasinek, zkoumání interakcí mezi proteiny pomocí kvasinkového dvouhybridového systému a jeho modifikací, modelový organismus pro studium lidských nemocí, řada dalších genetických i molekulárně biologických studií
  - kvasinka (Schizosaccharomyces pombe)
  - plíseň (Neurospora crassa)
- Rostliny (Plantae)
  - pláštěnka (Chlamydomonas) – zelená řasa
  - huseníček rolní (Arabidopsis thaliana) – využití v celém spektru oborů experimentální biologie rostlin, anatomií a fyziologií rostlin počínaje a molekulární biologií rostlin konče
  - tabák (Nicotiana benthamiana)
  - tolice (Medicago truncatula)
  - porostnice mnohotvárná (Marchantia polymorpha)
- Bezobratlí (Invertebrata)
  - háďátko obecné (Caenorhabditis elegans) – studium genetiky vývoje, první mnohobuněčný organismus jehož genom byl sekvenován[2]
  - nezmar (Hydra sp.) – studium regenerace
  - octomilka obecná (Drosophila melanogaster) – genetika[3]
  - hrotnatka (Daphnia sp.) – indikátor znečištění životního prostředí
- Obratlovci (Vertebrata)
  - dánio pruhované (Danio rerio)
  - medaka japonská (Oryzias latipes)
  - bojovnice pestrá (Betta splendens)
  - axolotl (Ambystoma mexicanum) – studium regenerace a morfogeneze
  - drápatka vodní (Xenopus laevis) – výzkum embryonálního vývoje
  - kur domácí (Gallus gallus) – výzkum embryonálního vývoje
  - myš domácí (Mus musculus) – biomedicína a genetika
  - potkan (Rattus norvegicus) – často nesprávně nazývaný „laboratorní krysa“
  - pes (Canis lupus familiaris)
  - Makak rhesus (Macaca mulatta) – objev Rh faktoru, studium infekčních onemocnění nebo kognice